# Ministres de Louis XV
Royaume de France 
 Monarchie absolue
Ministres de Louis XIV Ministres de Louis XVI
Cet article recense les différents ministres de Louis XV entre 1715 et le 10 mai 1774.
- Ministre Principal :
  - 1715 – 10 août 1723 : Guillaume Dubois ;
  - 10 août 1723 – 2 décembre 1723 : Philippe d'Orléans (1674-1723) ;
  - 2 décembre 1723 – 11 juin 1726 : Louis IV Henri de Bourbon-Condé ;
  - 1726 – 29 janvier 1743 : André Hercule de Fleury ;
  - aucun
  - 1758 – 1770 : Étienne-François, duc de Choiseul ;
  - 1770 – 1774 : René-Nicolas de Maupeou

- Secrétaire d'État de la Maison du Roi :
  - 1715 – 1718 : Louis II Phélypeaux de La Vrillière ;
  - 1718 – 1749 : Jean Frédéric Phélypeaux de Maurepas ;
  - 1749 – 1775 : Louis Phélypeaux de Saint-Florentin.

- Secrétaire d'État des Affaires étrangères :
  - 28 juillet 1696 – 22 septembre 1715 : Jean-Baptiste Colbert de Torcy, marquis de Torcy ;
  - Entre 1715 et 1718 sous le régime de la polysynodie, la charge de secrétaire d'État des Affaires étrangères est supprimée. Ses attributions sont remises à un Conseil des Affaires étrangères dirigé par Nicolas Chalon du Blé ;
  - 24 septembre 1718 – 10 août 1723 : Guillaume Dubois ;
  - 16 août 1723 – 19 août 1727 : Charles Jean Baptiste Fleuriau de Morville ;
  - 23 août 1727 – 20 février 1737 : Germain Louis Chauvelin ;
  - 22 février 1737 – 26 avril 1744 : Jean-Jacques Amelot de Chaillou ;
  - 26 avril 1744 – 19 novembre 1744 : Adrien Maurice de Noailles ;
  - 19 novembre 1744 – 10 janvier 1747 : René Louis de Voyer de Paulmy d'Argenson ;
  - 27 janvier 1747 – 9 septembre 1751 : Louis Philogène Brûlart de Sillery, marquis de Puisieulx ;
  - 11 septembre 1751 – 24 juillet 1754 : François-Dominique Barberie de Saint-Contest marquis de Saint-Contest ;
  - 24 juillet 1754 – 28 juin 1757 : Antoine Louis Rouillé ;
  - 28 juin 1757 – 9 octobre 1758 : François-Joachim de Pierre de Bernis ;
  - 3 décembre 1758 – 13 octobre 1761 : Étienne François, duc de Choiseul ;
  - 13 octobre 1761 – 10 avril 1766 : César Gabriel de Choiseul-Praslin ;
  - 10 avril 1766 – 24 décembre 1770 : Étienne François, duc de Choiseul ;
  - 24 décembre 1770 – 6 juin 1771 : Louis Phélypeaux de Saint-Florentin ;
  - 6 juin 1771 – 2 juin 1774 : Emmanuel Armand de Vignerot du Plessis.

- Secrétaire d'État de la Guerre :
  - Entre 1715 et 1718 sous le régime de la polysynodie, la charge de secrétaire d'État à la guerre est supprimée. Ses attributions sont remises à un Conseil de la guerre dirigé par le duc Claude Louis Hector de Villars ;
  - 1718 – 1723 : Claude Le Blanc ;
  - 1723 – 1726 : François Victor Le Tonnelier de Breteuil ;
  - 1726 – 1728 : Claude Le Blanc ;
  - 1728 – 1740 : Nicolas Prosper Bauyn d’Angervilliers ;
  - 1740 – 1743 : François Victor Le Tonnelier de Breteuil ;
  - 1743 – 1757 : Marc-Pierre de Voyer de Paulmy d'Argenson ;
  - 1757 – 1758 : Antoine-René de Voyer de Paulmy d'Argenson ;
  - 1758 – 1761 : Charles Louis Auguste Fouquet de Belle-Isle ;
  - 1761 – 1770 : Étienne François de Choiseul ;
  - 1771 – 1774 : Louis François, marquis de Monteynard ;
  - 1774 : Emmanuel Armand de Vignerot du Plessis.

- Secrétaire d'État de la Marine :
  - 6 septembre 1699 – 1er octobre 1715 : Jérôme Phélypeaux de Pontchartrain ;
  - Entre 1715 et 1718 sous le régime de la polysynodie, la charge de secrétaire d'État de la Marine est supprimée. Ses attributions sont remises à un Conseil de la Marine présidé par le comte de Toulouse ;
  - 24 septembre 1718 – 28 février 1722 : Joseph Fleuriau d'Armenonville ;
  - 28 février 1722 – 16 août 1723 : Charles Fleuriau d'Armenonville, comte de Morville ;
  - 16 août 1723 – 23 avril 1749 : Jean Frédéric Phélypeaux, comte de Maurepas ;
  - 30 avril 1749 – 24 juillet 1754 : Antoine Rouillé, comte de Jouy ;
  - 24 juillet 1754 – 1er février 1757 : Jean-Baptiste de Machault, comte d'Arnouville ;
  - 1er février 1757 – 31 mai 1758 : François Marie Peyrenc de Moras ;
  - 31 mai 1758 – 31 octobre 1758 : Claude Louis d'Espinchal ;
  - 31 octobre 1758 – 13 octobre 1761 : Nicolas Berryer, comte de la Ferrière ;
  - 15 octobre 1761 – 10 avril 1766 : Étienne-François, duc de Choiseul ;
  - 10 avril 1766 – 24 décembre 1770 : César Gabriel de Choiseul-Chevigny, duc de Praslin ;
  - 24 décembre 1770 – 9 avril 1771 : Joseph, abbé Terray ;
  - 9 avril 1771 – 20 juillet 1774 : Pierre Bourgeois, marquis de Boynes.

- Secrétaire d'État de la Religion prétendue réformée :
  - 1700 – 1725 : Louis II Phélypeaux de La Vrillière ;
  - 1723 – 1775 : Louis Phélypeaux de Saint-Florentin.

- Chancelier de France :
  - 2 juillet 1714 – 2 février 1717 : Daniel Voysin de La Noiraye ;
  - 3 février 1717 – 27 octobre 1750 : Henri François d'Aguesseau ;
  - 10 décembre 1750 – 14 septembre 1768 : Guillaume de Lamoignon de Blancmesnil ;
  - 15 septembre 1768 – 16 septembre 1768 : René Charles de Maupeou ;
  - 16 septembre 1768 – 1er juillet 1790 : René Nicolas de Maupeou.

- Garde des sceaux de France :
- 3 février 1717 – 28 janvier 1718 : Henri François d'Aguesseau ;
- 28 janvier 1718 – 7 juin 1720 : Marc-René de Voyer de Paulmy d'Argenson ;
- 8 juin 1720 – 28 février 1722 : Henri François d'Aguesseau ;
- 28 février 1722 – 14 août 1727 : Joseph Fleuriau d'Armenonville ;
- 23 août 1727 – 20 février 1737 : Germain Louis Chauvelin ;
- 20 février 1737 – 27 novembre 1750 : Henri François d'Aguesseau ;
- 29 novembre 1750 – 1er février 1757 : Jean-Baptiste de Machault d'Arnouville ;
- 1er février 1757 – 13 octobre 1761 : Louis XV ;
- 13 octobre 1761 – 15 septembre 1762 : Nicolas René Berryer ;
- 27 septembre 1762 – 3 octobre 1763 : Paul Esprit Feydeau de Brou ;
- 3 octobre 1763 – 18 septembre 1768 : René Charles de Maupeou ;
- 18 septembre 1768 – 24 août 1774 : René Nicolas de Maupeou.

- Grand Chambellan de France :
  - 1715 – 1728 : Emmanuel-Théodose de La Tour d'Auvergne, duc de Bouillon ;
  - 1728 – 1747 : Charles-Godefroy de La Tour d'Auvergne ;
  - 1747 – 1775 : Godefroy Charles Henri de La Tour d'Auvergne.

- Contrôleur général des finances :
  - 20 février 1708 – 15 septembre 1715 : Nicolas Desmarets ;
  - Entre 1715 et 1720 sous le régime de la polysynodie, la charge de contrôleur général des finances est supprimée. Ses attributions sont remises à un Conseil de finances présidé par  Adrien Maurice de Noailles '1er octobre 1715 – 28 janvier 1718) puis par Marc-René de Voyer de Paulmy d'Argenson (28 janvier 1718 – 5 janvier 1720)
  - 5 janvier 1720 – 28 mai 1720 : John Law de Lauriston ;
  - 28 mai 1720 – 11 décembre 1720 : Michel Robert Le Peletier des Forts ;
  - 11 décembre 1720 – 21 avril 1722 : Félix Le Peletier de La Houssaye ;
  - 21 avril 1722 – 14 juin 1726 : Charles Gaspard Dodun ;
  - 15 juin 1726 – 19 mars 1730 : Michel Robert Le Peletier des Forts ;
  - 19 mars 1730 – 5 décembre 1745 : Philibert Orry ;
  - 6 décembre 1745 – 30 juillet 1754 : Jean-Baptiste de Machault d'Arnouville ;
  - 30 juillet 1754 – 24 avril 1756 : Jean Moreau de Séchelles ;
  - 24 avril 1756 – 25 août 1757 : François Marie Peyrenc de Moras ;
  - 25 août 1757 – 4 mars 1759 : Jean de Boullongne ;
  - 4 mars 1759 – 21 novembre 1759 : Étienne de Silhouette ;
  - 23 novembre 1759 – 14 décembre 1763 : Henri Léonard Jean Baptiste Bertin ;
  - 14 décembre 1763 – 20 septembre 1768 : Clément Charles François de L'Averdy ;
  - 22 septembre 1768 – 19 décembre 1769 : Étienne Maynon d'Invault ;
  - 22 décembre 1769 – 24 août 1774 : Joseph Marie Terray.

- Grand maître de France :
  - 1710 – 1740 : Louis Henri Ier de Bourbon, Prince de Condé (1692 – 1740), duc de Bourbon, duc d'Enghien et duc de Guise ;
  - 1740 – 1790 : Louis Joseph de Bourbon, Prince de Condé.

- Grand maître de l'artillerie de France :
  - 1694 – 1736 : Louis Ier Auguste de Bourbon, duc du Maine ;
  - 1736 – 1755 : Louis Charles de Bourbon, comte d'Eu.

- Lieutenant général de police :
  - 1697 – 1718 : Marc René de Voyer de Paulmy d'Argenson ;
  - 1718 – 1720 : Louis-Charles de Machault d'Arnouville ;
  - 1720 : Marc-Pierre de Voyer de Paulmy d'Argenson ;
  - 1720 – 1722 : Gabriel Taschereau de Baudry ;
  - 1722 – 1724 : Marc-Pierre de Voyer de Paulmy d'Argenson ;
  - 1724 – 1725 : Nicolas Ravot d'Ombreval ;
  - 1725 – 1739 : René Hérault ;
  - 1739 – 1747 : Claude-Henry Feydeau de Marville ;
  - 1749 – 1757 : Nicolas-René Berryer ;
  - 1757 – 1759 : Henri Léonard Jean Baptiste Bertin ;
  - 1759 – 1774 : Antoine de Sartine.